# House of Gold
House of Gold (lanzada como Family Runs en DVD) es una película de comedia de 2013, producida por Yvonne Nelson y dirigida por Pascal Amanfo. Está protagonizada por Majid Michel, Yvonne Nelson, Omawumi Megbele, Mercy Chinwo, Ice Prince Zamani, Eddie Watson y Francis Odega. Fue estrenada el 12 de abril de 2013 en Ghana y el 19 de julio de 2013 en Nigeria. Aunque recibió críticas generalmente negativas, obtuvo nominaciones en los Golden Icons Academy Movie Awards 2013, Ghana Movie Awards 2013, Africa Magic Viewers Choice Awards 2014 y Zulu African Film Academy Awards 2013. Ganó seis premios en este último, incluidas las categorías: Mejor película, Mejor director, Mejor actor de reparto, Mejor actriz de reparto y Mejor fotografía.

## Sinopsis
La película narra la historia de un magnate de los negocios y socialité, Dan Ansah Williams, que se está muriendo de cáncer y le han dicho que le quedan seis semanas de vida. Él toma la decisión con la ayuda de su abogado de llamar a todos sus hijos de regreso a casa, la mayoría de los cuales nacieron fuera del matrimonio.

## Elenco
- Majid Michel como Freddie Dan Ansah
- Yvonne Nelson como Timara Dan Ansah
- Omawumi Megbele como Nina Dan Ansah
- Umar Krupp como Peter Dan Ansah
- Eddie Watson como Sam
- Francis Odega como John Bosco
- Luckie Lawson como Mitchel Dan Ansah
- Amanorbea Dodoo como Barrister Paula
- Mercy Chinwo como Lucia
- El príncipe de hielo Zamani como Tony
- Dream Debo como Judas
- Marlon Mave como Jamal Dan Ansah
- Emefal Atse como Jasmine
- Pascal Amanfo como Clifford Dan Ansah

## Lanzamiento
Un avance promocional fue lanzado en YouTube el 4 de marzo de 2013. Se estrenó en Ghana el 12 de abril de 2013 y en Nigeria el 19 de julio de 2013. Fue lanzado en DVD con el título Family Runs en noviembre de 2013 por Henrikesim Multimedia Concept.

## Recepción

### Taquilla
House of Gold obtuvo un total ₦15,454,401 en cines nigerianos.

### Recepción de la crítica
La película fue recibida generalmente con críticas negativas. Nollywood Reinvented la calificó con un 28%, afirmando que la narrativa "requiere un tiempo para acostumbrarse" y concluyó: "House of Gold no es 'nada espectacular', pero es 'nada espectacular' con ropas bonitas y llena de momentos cómicos". Sodas and Popcorn comenta: "House of Gold comenzó con un gran potencial, pero de alguna manera terminó yendo al último vuelo a Abuya con todos nosotros y simplemente se estrella poco después del despegue". Le dio a la película un 2 de 5 y concluyó diciendo: "Los adictos se lo habrían pasado en grande viendo esta película, que es ciertamente divertida. Pero entonces, es lo que es; una película graciosa mal escrita. Si eres un gran fanático de una BUENA película y te atrajo esta película por el título impresionante y el póster encantador, sigue adelante. Nada aquí para ti". Wilfred Okiche de YNaija criticó la película, afirmando que "La trama es repetitiva, el guion es débil, los personajes van y vienen en un desenfoque desastroso y nada aquí es particularmente memorable, ni siquiera de una mala manera". Sin embargo, elogió la actuación de Francis Odega, pero concluyó: "Yvonne Nelson y Majid Michel no pueden salvar esto del hundimiento". Ameyaw Debrah de Africa Magic dio una crítica mixta y concluyó: " House Of Gold tiene muchos buenos momentos de risa a carcajadas que compensan la actuación no demasiado impresionante y la historia voluble. No es un artículo de colección, sino una buena película para ver en familia o con amigos ". Efe Doghudje de 360Nobs dio 3,5 sobre 10 estrellas y concluyó: "Family Runs [ House of Gold ] fue un error en términos de calidad de producción, postproducción y guion, que es muy diferente al equipo que unió Single y Married ". Ada Arinze de Connect Nigeria comenta: "La película comienza bien, con muchas risas, pero se convierte en un final aburrido y predecible".

## Premios y nominaciones
Recibió ocho nominaciones en los Golden Icons Academy Movie Awards 2013, once en los Ghana Movie Awards 2013, una nominación en los Africa Magic Viewers Choice Awards 2013 y otras once nominaciones en los Premios de la Academia del Cine Africano Zulú 2013. 
| Premio                                            | Categoría                                   | Nominado                      | Resultado |
| ------------------------------------------------- | ------------------------------------------- | ----------------------------- | --------- |
| Premios de la película Golden Icons Academy 2013  | Mejor director                              | Pascal Amanfo                 | Nominado  |
| Premios de la película Golden Icons Academy 2013  | Mejor Drama                                 | Pascal Amanfo                 | Nominado  |
| Premios de la película Golden Icons Academy 2013  | Mejor comedia                               | Pascal Amanfo                 | Nominado  |
| Premios de la película Golden Icons Academy 2013  | Mejor disfraz                               |                               | Nominado  |
| Premios de la película Golden Icons Academy 2013  | Actriz más prometedora (Mejor actriz nueva) | Omawumi Megbele               | Nominado  |
| Premios de la película Golden Icons Academy 2013  | Actor más prometedor (Mejor actor novel)    | Umar Krupp                    | Nominado  |
| Premios de la película Golden Icons Academy 2013  | Mejor actor de reparto                      | Francis Odega                 | Nominado  |
| Premios de la película Golden Icons Academy 2013  | Mejor guion original                        | Pascal Amanfo                 | Nominado  |
| Premios del Cine de Ghana 2013                    | Mejor imagen                                | Pascal Amanfo                 | Nominado  |
| Premios del Cine de Ghana 2013                    | Mejor guion (guion adaptado u original)     | Pascal Amanfo                 | Nominado  |
| Premios del Cine de Ghana 2013                    | Mejor puntaje original                      | Berni Anti                    | Nominado  |
| Premios del Cine de Ghana 2013                    | Mejor diseño de producción                  |                               | Nominado  |
| Premios del Cine de Ghana 2013                    | Mejor edición                               | Okey Benson                   | Nominado  |
| Premios del Cine de Ghana 2013                    | Mejor Música (Canción Original)             | Berni Anti, Mercy Chinwo      | Nominado  |
| Premios del Cine de Ghana 2013                    | Mejor maquillaje y peluquero                | Joyce Mensah                  | Nominado  |
| Premios del Cine de Ghana 2013                    | Mejor colaboración africana - Mejor actor   | Francis Odega                 | Nominado  |
| Premios del Cine de Ghana 2013                    | Mejor colaboración africana - Mejor actriz  | Omawumi Megbele               | Nominado  |
| Premios del Cine de Ghana 2013                    | Mejor mezcla y edición de sonido            | Berni Anti                    | Nominado  |
| Premios del Cine de Ghana 2013                    | Mejor actor secundario                      | Henry Adofo Asiedu            | Nominado  |
| Premios Africa Magic Viewers Choice 2014          | Mejor actor de drama                        | Majid Michel                  | Nominado  |
| Premios de la Academia de Cine Africano Zulú 2013 | Mejor imagen                                | Pascal Amanfo                 | Ganador   |
| Premios de la Academia de Cine Africano Zulú 2013 | Mejor director                              | Pascal Amanfo                 | Ganador   |
| Premios de la Academia de Cine Africano Zulú 2013 | Mejor actriz                                | Yvonne Nelson                 | Nominado  |
| Premios de la Academia de Cine Africano Zulú 2013 | Mejor actor de reparto                      | Francis Odega                 | Ganador   |
| Premios de la Academia de Cine Africano Zulú 2013 | Mejor actriz de soporte                     | Omawumi Megbele               | Ganador   |
| Premios de la Academia de Cine Africano Zulú 2013 | Mejor Revelación                            | Henry Ado Asiedu, Mercy Chiwo | Nominado  |
| Premios de la Academia de Cine Africano Zulú 2013 | Mejor actuación infantil                    | Lisa Asor Awuku               | Nominado  |
| Premios de la Academia de Cine Africano Zulú 2013 | Mejor uso del disfraz                       |                               | Ganador   |
| Premios de la Academia de Cine Africano Zulú 2013 | Mejor guion                                 | Pascal Amanfo                 | Nominado  |
| Premios de la Academia de Cine Africano Zulú 2013 | Mejor Cinematografía                        |                               | Ganador   |
| Premios de la Academia de Cine Africano Zulú 2013 | Mejor sonido                                |                               | Nominado  |